# (16404) 1985 CM1
A (16404) 1985 CM1 a Naprendszer kisbolygóövében található aszteroida. Henri Debehogne fedezte fel 1985. február 13-án.